# اريان فان در لان
اريان فان در لان (بالهولندية: Arjan van der Laan)‏ (10 نوفمبر 1969 بنيوكوب في هولندا - ) هو مدرب كرة قدم ولاعب كرة قدم هولندي في مركز الوسط. لعب مع سبارتا روتردام.

## وصلات خارجية
- اريان فان در لان على موقع قاعدة بيانات كرة القدم.إي يو (الإنجليزية)
- اريان فان در لان على موقع Soccerway.com (الإنجليزية)
- اريان فان در لان على موقع عالم كرة القدم.نت (الإنجليزية)